# (1797) Schaumasse
(1797) Schaumasse ist ein Asteroid des Hauptgürtels, der am 15. November 1936 von dem französischen Astronomen André Patry in Nizza entdeckt wurde.
Der Name des Asteroiden erinnert an den französischen Astronomen Alexandre Schaumasse.